# Miles Nighthawk
El Miles M.7 Nighthawk fue un monoplano de entrenamiento y comunicaciones británico de los años 30, diseñado por Miles Aircraft Limited.

## Diseño y desarrollo
El M.7 Nighthawk fue desarrollado desde el Miles Falcon Six, ideado como avión de entrenamiento y comunicaciones. El prototipo, matriculado G-ADXA, voló por primera vez en 1935, era un monoplano de ala baja y estaba propulsado por un motor De Havilland Gipsy Six de 149 kW (200 hp). El prototipo se estrelló durante unas pruebas de barrenas en el Aeródromo de Woodley en enero de 1937. Le siguieron cuatro aviones de producción.
El diseño fue modificado para cubrir la Especificación 38/37 del Ministerio del Aire y fue producido como M.16 Mentor. En 1944, un fuselaje de Nighthawk fue equipado con las alas de un Mohawk y con un motor De Havilland Gipsy Six Series II de 153 kW (205 hp), con una hélice de paso variable. Fue designado M.7A Nighthawk. El último Nighthawk que permanecía en estado de vuelo era el G-AGWT a principios de los años 60. Este avión participó en muchas competiciones aéreas del Reino Unido en la posguerra, pero no ha perdurado.

## Historia operacional
Se entregaron dos aviones a la Real Fuerza Aérea Rumana en 1936, y uno fue entregado a la Real Fuerza Aérea en mayo de 1937 con la matrícula L6846. Fue usado como transporte vip por el No. 24 Squadron de la RAF.

## Variantes
M.7
Versión de producción con un motor De Havilland Gipsy Six de 149 kW (200 hp), dos construidos.
M.7A
Variante de cuatro asientos para el Gobierno rumano, dos construidos.
M.7A (Hybrid)
Versión híbrida con fuselaje de Nighthawk y alas de un Mohawk, propulsada por un motor De Havilland Gipsy Six Series II de 153 kW (205 hp), uno construido.

## Operadores
Reino Unido
- Real Fuerza Aérea

 Rumania
Real Fuerza Aérea Rumana

## Especificaciones (M.7)
Referencia datos: British Civil Aircraft 1919-1972:Volume III 

### Características generales
- Tripulación: Uno (piloto)
- Capacidad: Tres pasajeros
- Longitud: 7,6 m (25 ft)
- Envergadura: 10,7 m (35 ft)
- Peso vacío: 750 kg (1653 lb)
- Peso cargado: 1090 kg (2402,4 lb)
- Planta motriz: 1× motor lineal invertido de 6 cilindros refrigerado por aire De Havilland Gipsy Six.
  - Potencia: 149 kW (205 HP; 203 CV)
- Hélices: Bipala de paso fijo

### Rendimiento
- Velocidad máxima operativa (Vno): 282 km/h (175 MPH; 152 kt)
- Velocidad crucero (Vc): 250 km/h (155 MPH; 135 kt)
- Techo de vuelo: 7010 m (22 999 ft) [4]
- Régimen de ascenso: 5,1 m/s (1004 ft/min) [4]</ref>

## Aeronaves relacionadas

### Desarrollos relacionados
- Miles Falcon

### Secuencias de designación
- Secuencia M._ (interna de Miles): ← M.4  - M.5 - M.6 - M.7 - M.8 - M.9 - M.9A →